# Mourre
Antoine Mourre war ein französischer Hersteller von Automobilen.

## Unternehmensgeschichte
Antoine Mourre gründete 1920 das Unternehmen in Paris zur Produktion von Automobilen. Der Markenname lautete Mourre. 1923 endete die Produktion.

## Fahrzeuge
Das erste Modell war ein Cyclecar. Es ähnelte dem Major. Für den Antrieb sorgte ein Zweizylinder-Zweitaktmotor mit 1058 cm³ Hubraum. Mourre hatte die Rechte an diesem Motor von Marcel Violet erworben, und SICAM fertigte die Motoren für Mourre. Die Motorhaube bestand aus Aluminium, die Karosserie aus Mahagoni und die Kotflügel aus Stahl. Das Fahrzeug wurde auch bei Autorennen eingesetzt.
1923 erschien ein Kleinwagen mit einem Vierzylinder-Viertaktmotor von Fivet mit 950 cm³ Hubraum.